# Erika Huszár
Erika Huszár (* 22. November 1983 in Jászberény) ist eine ehemalige ungarische Shorttrackerin.
Ihr Weltcupdebüt bestritt Huszár in der Saison 2004/05 beim Heimrennen in Budapest. Ihre beste Platzierung erreichte sie mit einem elften Rang über 500 m. In der folgenden Saison 2005/06 lief sie nur beim Weltcup in Den Haag, erreichte dabei über 1000 m aber immerhin das Halbfinale. Bei der Europameisterschaft in Krynica-Zdrój gewann sie ihre erste Medaille bei einer internationalen Meisterschaft, mit der Staffel errang sie die Bronzemedaille. Sie qualifizierte sich für die Olympischen Spiele 2006 in Turin. Dort erreichte sie über 500 m und 1000 m die Ränge 13 und elf, über 1500 m überraschte sie als Vierte und verpasste eine Medaille nur knapp. Im Jahr 2007 wurde Huszár erstmals nationale Meisterin. Erste internationale Medaillen in Einzelrennen gelangen ihr bei der Europameisterschaft 2008 in Ventspils. Über 500 m und 3000 m wurde Huszár jeweils Zweite, im Mehrkampf verpasste sie als Vierte eine Medaille nur knapp. In der Saison 2008/09 startete Huszár nach längerer Abwesenheit wieder in mehreren Weltcuprennen, konnte sich jedoch nicht für ein Halbfinale qualifizieren. Erfolgreicher verlief für sie die Europameisterschaft in Turin, wo sie über 500 m Bronze gewann und mit der Staffel Europameisterin wurde. Bei der Weltmeisterschaft in Wien erreichte sie über 500 m das Halbfinale, dort wurde sie jedoch disqualifiziert und landete im Endklassement auf Rang acht. Die Saison 2009/10 startete für Huszár erfolgreich. Beim Weltcup in Seoul erreichte sie über 500 m erstmals ein Finale und wurde Fünfte. Sie nahm an allen Saisonhöhepunkten teil. Bei der Europameisterschaft in Dresden gewann sie über 500 m erneut Bronze und wurde im Mehrkampf Siebte, bei der Teamweltmeisterschaft in Bormio war sie mit ihren Teamkolleginnen im B-Finale siegreich und wurde Fünfte, bei der Weltmeisterschaft in Sofia konnte Huszár hingegen keine vorderen Ränge einnehmen. Sie nahm in Vancouver zum zweiten Mal an den Olympischen Spielen teil. Ihr bestes Einzelresultat war ein sechster Rang über 1500 m, mit der Staffel wurde sie Fünfte. In der Saison 2010/11 gewann Huszár bei der Europameisterschaft in Heerenveen abermals Medaillen. Über 1500 m holte sie Bronze, im Mehrkampf wurde sie Achte und mit der Staffel errang sie Silber.